# Trouble Shooter
Trouble Shooter, originalmente lançado no Japão como Battle Mania (バトルマニア), é um shooter de rolagem desenvolvido e publicado por Vic Tokai para o Mega Drive em 1991. O jogo foi dado um tema muito distinto de auto-paródia entre os inimigos, história e diálogo. Uma sequência intitulada Battle Mania: Daiginjō (バトルマニア 大吟醸) também foi lançada para o Mega Drive no Japão e na Coreia.

## Jogabilidade
Uma agente de combate, Madison, é designada para resgatar um príncipe que foi feito refém. Os jogadores assumem o controle de Madison (chamada de Mania Ohtorii no Battle Mania japonesa) que é acompanhada em todos os momentos por sua parceira Cristal (chamada Maria Haneda no Battle Mania japonesa). Ao contrário de Madison, Crystal pode virar posições de tiro, permitindo que ela atire atrás de Madison e seja invulnerável a todos os disparos inimigos.
No início de quase todas as fases, os jogadores têm que escolher uma arma especial que possam usar durante o combate. Após cada uso, no entanto, a arma precisa recarregar para ser usada novamente. Os jogadores podem escolher entre quatro power-ups diferentes, consistindo nos ícones habituais de tiro (aumento de velocidade, vida útil, poder de fogo e redução de velocidade). O jogador pode estocar os pontos de vida de Madison coletando ícones de vida, o que é necessário já que o jogo não tem sistema de vidas e oferece apenas ao jogador três continues.

## Recepção
Trouble Shooter foi recebido de forma altamente positiva pelos críticos, incluindo uma pontuação perfeita de 25/25 pelo Doctor Dave da GamePro. Les Ellis, da Sega Pro, deu-lhe uma pontuação de análise mais reservada de 73%, chamando-a de "uma reedição de Forgotten Worlds sem todos os grandes power-ups". Retrospectivamente, Ken Horowitz da Sega-16 deu um 8 de 10, escrevendo: "Eu não posso recomendar o Trouble Shooter o suficiente. Fãs de shooters e ação certamente gostarão dele, e deve ser barato o suficiente para encontrar com poucos problemas. Ignore a caixa e aproveite o jogo para o ótimo atirador que é."

## Sequência
Battle Mania Daiginjō é um shoot-'em-up de rolagem lateral horizontal publicado por Vic Tokai exclusivamente para o Mega Drive em 25 de dezembro de 1993. Os gráficos foram aprimorados desde o Battle Mania original (por exemplo, os quadros de cada animação foram aumentados) e o jogo usa uma direção de arte mais estilo anime do que seu antecessor.
Ao contrário do primeiro Battle Mania, ele não foi lançado em inglês, já que teria exigido muita edição, o que levaria a comprometer seriamente a experiência do jogo, devido ao seu profundo "sabor" centrado no japonês e ênfase nas heroínas do jogo. Battle Mania Daiginjō é amplamente cobiçado por colecionadores de videogames e é um dos jogos mais caros do Mega Drive atualmente. A Vic Tokai fez uma impressão limitada deste título e é muito difícil encontrar em condições completas com caixa e manual de instruções.